# زيت الخردل

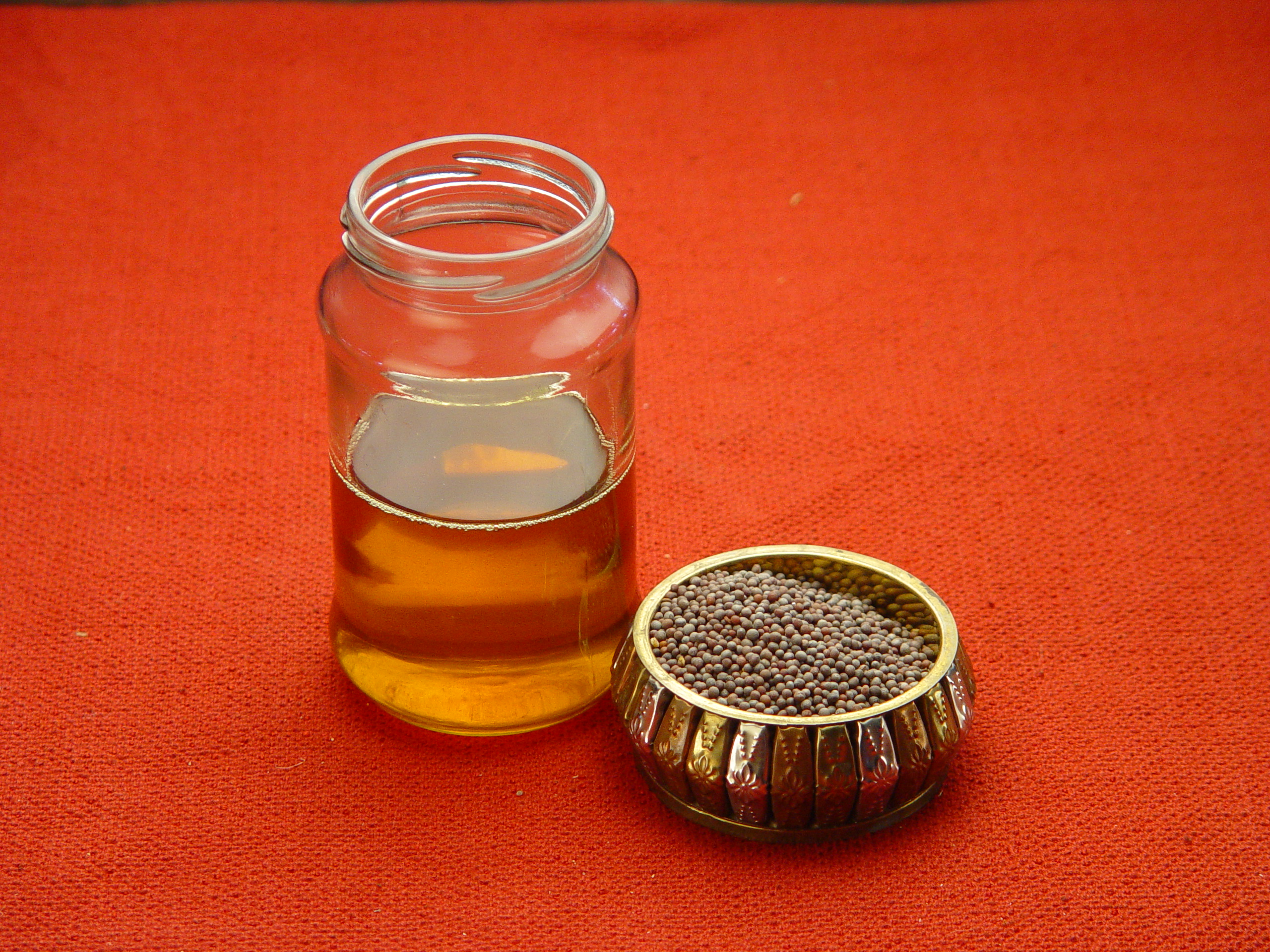
صورة لزيت الخردل

الخردل يفيد المعدة والقلب ويفتح الشهية ويعالج الروماتيزم؛ يعالج الالتهابات، وبصفة خاصة التهاب المثانة والمجاري البولية.
وتعرف المستردة بالخردل وهو نبات حولي عشبي يصل ارتفاعه إلى حوالي متر وهو غزير التفرع وخاصة الأغصان الموجودة في قمة النبات.
أوراقه بسيطة متبادلة وهي مفصصة الأزهار صفراء اللون توجد على هيئة عناقيد أما الثمار فهي أسطوانية وقرنية الشكل حيث توجد على هيئة قرون رفيعة ذات لون أصفر بني، تحتوي بذوراً كروية صغيرة الحجم.

## أهم أنواعه
- المستردة البيضاء والمعروفة علمياً باسم Brasilia Alba يصل ارتفاع هذا النوع إلى حوالي 90سم وبذور هذا النوع أكبر من بذور النوع الأساسي المعروف علمياً باسم Brasica nigra والمعروف بالخردل الأسود.
- المستردة السوداء أو الخردل الأسود Brasica nigra وهذا أكبر حجماً من الخردل الأبيض ولون البذور في هذا النوع اسود وعليه سمي الخردل الأسود.
- المستردة العينية والمعروفة علمياً باسم Brasica jumcae وهي تشبه النوع الأسود إلا أن أزهارها صفراء باهتة ولون بذورها بني
فاتح.
الجزء المستخدم من المستردة بذورها وكذلك أوراقها.

## المحتويات الكميائية للمستردة
تحتوي بذور المستردة على جلوكوزيدات ثيوسيانية وتختلف هذه المادة
باختلاف نوع المستردة فمثلاً المستردة البيضاء تحتوي على مركب
السينالبين (Sinalbin) بينما المستردة السوداء تحتوي على المركب
سنجرين (Sinigrin) في حين الزيت الثابت المستخلص من بذور النوع
الأول غير سام بينما النوع الثاني يكون ساماً . وذا طعم لاذع حريف
ويعطي آلاماً حادة عندما يوضع على البشرة. كما يحتوي على 6% من أوميجا-3 و 15% من أوميجا-6 ونحو 12% دهون مشبعة.
يوجد النوع الصحي منه في حبوب الخردل والقنبيط الأحمر، والفجل والجرجير، والفجل الأحمر.

## تاريخ الخردل
لقد استخدم الفراعنة بذور الخردل حيث جاءت البرديات الطبية
القديمة ضمن مشروع مسهل واخر للذبحة الصدرية ودهاناً لأوجاع
العضلات والمفاصل.
يقول ابن البيطار في الخردل "يقطع البلغم وينقي الوجه ويحلل الأورام وينفع مع الجرب ويحل القوابي ووجع المفاصل وعرق النساء، ويستعمل في أكحال الغشاوة مع العيون ويزيل الطحال والعطش، وله قوة تحلل وتسخن وتلطف وتجذب وتقلع البلغم إذا وضع وإذا دق وضرب بالماء وخلط بالشراب السملي أو نومالي وتغرغر وافق
الأورام العارضة في جنبتي أصل اللسان والخشونة المزمنة العارضة في قصبة الرئة. وإذا دق وقرب من المنخرين جذب العطاس ونبه المصدوعين والنساء اللواتي يعرض لهن الاختناق من وجع الأرحام وإذا تضمد به نفع من النقرس وإبراء داء الثعلبة وإذا خلط بالتين
ووضع على الجلد إلى أن يحمر وافق عرق النسا وورم الطحال، ينقي
الوجه إذا خلط بالعسل أو الشحم أو بالموم المذاب بالزيت. قد يخلط
بالخل ويلطخ به الجرب المقرح والقوابي الوحشة إذا خلط بالتين
ووضع على الأذن نفع من ثقل السمع والدوي العارض لها إذا أكل بعسل نفع من السعال، وإذا بدخانه طرد الحيات طرداً شديداً يسكن وجع الضرس والأذن إذا قطر ماؤه فيها.
أما ابن سينا في قانونه فيقول "يقطع البلغم وينقي الوجه وينفع من
داء الثعلبة يحلل الأورام الحارة، ينفع من الجرب والقوابي، ينفع
من وجع المفاصل وعرق النسا، ينقي رطوبات الرأس يشهي الباه وينفع
من اختناق الهم".
أما داود الانطاكي فيقول "نافع لكل مرض بارد لا تعالج والنقرس والحذر والكزار والحميات الباردة بماء الورد شرباً وضماداً.
تسمن به الاعضاء الضعيفة ويحمر الألوان ويحذب الدم إذا مزج بالزفت والصق، يطبخ ويغرغر به فيسكن أوجاع الفم والأسنان، يحلل ثقل اللسان ويمنع النزلات ضماداً يسكن الأعضاء الباردة ويحلل الحصى ويدر الفضلات إذا اكتحل به جلا الظلمة والبياض، إذا غلى بالزيت وقطر في الأذن فتح الصمم وأزال الردي وأخرج الديدان إذا طبخ مع الذاب فيسكن ضربان المفاصل والرعشة ضماداً ودهاناً يهيج الباه ويزيل الاختناق شرباً وكذلك التخمة إذا مزج بالعسل واستعمل فإنه يزيل السعال المزمن والربو وأوجاع الصدر والبلغم الغليظ.
عرفه البشر منذ القديم وذكر كثيراً في الكتابات القديمة وفي الإنجيل وفي القرآن وفي آثار الإغريق والرومان، وتحدث بليني عنه في كتبه وعدد مزاياه الكثيرة وتبعه من جاء بعده من المؤلفين
فقالوا: بأن الخلية (مرقة خل وزيت وملح) تجذب حرارتها من الخردل،
كما يجذب الشاعر حرارة شعره من فيثارته وقالوا فيه أن الخردل
بالنسبة للمعدة هو بمثابة السوط لحصان السباق يجب على المتأنقين
في طعامهم أن يستعملوه، كما يستعمل الفارس السوط باتِّزان واعتدال.

## الخردل حديثاً
يستخدم الخردل أو ما يسمى بالمستردة على نطاق واسع فهو ينبه
المعدة حيث يضاف مع الأطعمة كأحد التوابل المشهورة وهو من أفضل
المواد لفتح الشهية ومعزق ومنبه للقلب ويدخل الخردل في عمل
اللصقات الجلدية الوضعية لعلاج الروماتزم كما يستخدم في عمل
صمامات للأقدام لإزالة الإرهاق الشديد وحالات الروماتيزم المفصلي.لقد أكدت الدراسات أن الخردل مطهر أو معقم جيد حيث تكفي 40 نقطة من الخردل في لتر ماء ليكون مطهراً جيداً للجلد دون أن يؤذيه والخردل يثير اللعاب ويسهل المضغ ويزيد من إفرازات العصارات الهاضمة وينشط حركات الأمعاء.
ويفيد الخردل من الناحية الوقائية للشلل المخي وانفجار شرايين
الدماغ وتصلب شرايين المخ وضغط الدم كما أن تناول حبتين فقط من
بذور الخردل قبل الطعام تساعد في طرد غازات المعدة والأمعاء
ويفيد الخردل مرضى القلب وتصلب الشرايين.
يؤخذ لضعف القلب والتهابات الرئة والنقرس حيث يؤخذ 200ملجرام من
مسحوق الخردل ويضاف إلى ماء الحمام قبل الاستحمام.
أما التهاب الفم واللوز والحنجرة فيؤخذ ثلاث ملاعق صغيرة من مسحوق بذور الخردل وتضاف إلى ملء كوبا من الماء المغلي ويستعمل
على هيئة غرغرة.
أما الصداع وآلام قرحة المعدة وضعف الدورة الدموية واحتقانات الرئة فيستخدم الخردل على هيئة لبخات من مسحوق الخردل مع الماء
الدافي، حيث يعجن المسحوق بالماء الدافئ يتم تفرد على قطعة قماش سميك ثم توضع فوق الجلد مباشرة لمدة ربع إلى نصف ساعة بحيث توضع في حالات الصداع فوق مؤخرة الرأس وآلام قرحة المعدة فوق أعلى البطن، واحتقان الرئة وعسر التنفس وضعف الدورة الدموية فوق الظهر، والتهابات الحنجرة فوق الرقبة.

## طريقة الاستعمال
- عن طريق الفم (ملعقة صغيرة على الريق وأخرى قبل النوم)
- كاستعمال خارجي يدهن منه مع تدليك خفيف صباحا ومساء.